# Назаренко Олег Григорович
Олег Григорович Назаренко (нар. 4 серпня 1967) — радянський та український футболіст, виступав на позиції півзахисника.

## Життєпис
Вихованець СДЮШОР «Металіст» (Харків). З 15-річного віку почав виступати за дубль «Металіста» в першості дублерів. У 1984-1985 грав у першості Української РСР серед колективів фізкультури за полтавську «Ворсклу».
Влітку 1985 року повернувся в «Металіст» і 21 серпня 1985 року дебютував у вищій лізі в матчі проти київського «Динамо», замінивши в перерві Олександра Іванова. Усього в 1985 році зіграв 4 матчі у вищій лізі, у кожному з яких виходив на заміну.
У 1986 році перейшов у київське «Динамо», але грав тільки за дубль. Провів 17 матчів у першості дублерів.
У 1987 році знову повернувся в «Металіст», але також не зміг стати гравцем основного складу. За наступні два з половиною сезони зіграв 2 матчі (1 гол) у Кубку СРСР, 10 матчів у Кубку Федерації й одну гру на Кубок сезону.
На початку сезону 1989 року перейшов до запорізького «Торпедо» з другої ліги. Потім провів два сезони в нижньогородському «Локомотиві» в першій лізі, в цьому клубі як правило виходив на заміну. Після розпаду СРСР провів півсезону в команді української другої ліги «Явір» (Краснопілля), потім грав у Чехословаччині.
Подальша доля невідома.